# Ge (Waffe)

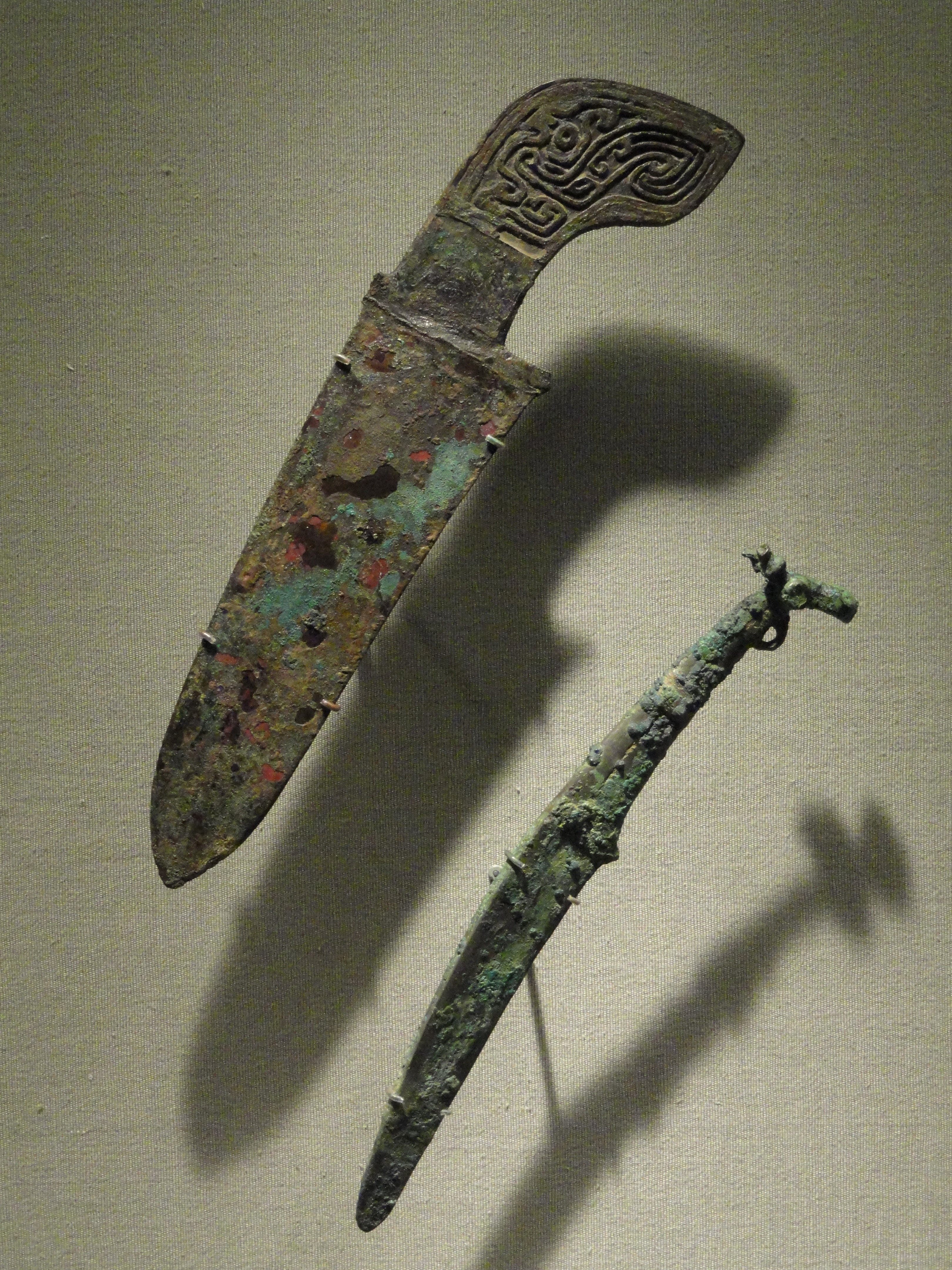
Auf der linken Seite ist ein ge mit ausgefüllter Dekorfläche im hinter dem Heft liegenden, rückwärtigen Teil der Klinge. Zu sehen ist ein Vogel mit einem Kopfkamm, also eines der Tiere, die eine kultisch-religiöse Bedeutung hatten.

Die Ge, veraltet Ko, (chinesisch 戈, Pinyin gē, W.-G. ko, Jyutping gwo1) ist eine Stangenwaffe aus China (Dolch-Hellebarde). Sie wurde in großen Stückzahlen in der Qin-Dynastie (221–207 v. Chr.) benutzt.

## Beschreibung
Die Ge besteht aus einer Bronzeklinge, deren Form einem Dolch ähnelt.
Am oberen Ende ist die Klinge breiter und wird zum Ort schmaler und ist zweischneidig. Der Ort ist leicht abgerundet. Oberhalb der Klinge ist eine Angel angebracht, die zur Befestigung an einem Holzheft dient. Es gibt verschiedene Versionen, die sich in Größe, Form und Gewicht unterscheiden. Bei manchen Ausführungen hat die Klinge die Form eines „L“. An den Seiten, kurz über der Klinge sind bei manchen Versionen Löcher angebracht, die zur zusätzlichen Befestigung am Heft dienen. Durch diese Löcher können Lederbänder gezogen werden, um sie mit dem Schaft zu verbinden. Der Vorläufer dieser Waffe bestand aus einem Stein, der spitz gearbeitet und an einem Stab befestigt war. Man kann die Ge als Schlagwaffe, aber auch zum Schneiden benutzen. Sie war ideal, um Reiter aus dem Sattel zu schlagen und bei dem Kampf gegen Fußtruppen konnte die Klinge hinter dem Bein eingehakt und zu einem ziehenden Schnitt benutzt werden. Der Winkel, in dem die Klinge zum Schaft steht, ist genau berechnet, da sonst die Kombination der haltenden bzw. schneidenden Wirkung nicht möglich ist. Spätere Formen wurden mit einer zweiten Klinge ausgestattet, die senkrecht hinter der ersten Klinge angebracht war, und in der Form der ersten glich. Diese Waffe wurde „Ji“ genannt. Ge sind häufig auch mit den für die Shang- und Zhou-Zeit typischen Dekoren wie taotie, Monoculi oder kui-Drachen verziert und dienten zeremoniellen Zwecken und als Grabbeigabe.
Die faszinierendste Tatsache ist, dass diese und andere Waffen wie Schwerter und Pfeilspitzen dieser Zeit verchromt waren, was in Europa erst im Jahre 1920 gelang. Die Chromschicht war nach modernen Messungen zehn- bis 15 Mikrometer dick. Die Klingen, die als Grabbeigaben gefunden wurden, waren nach über 2000 Jahren kaum korrodiert. Schwerter, die gefunden wurden, waren noch scharf. Die Ge wurde wie auch andere Waffen in Serienfertigung hergestellt. Die gefundenen Waffen hatten dasselbe Gewicht sowie dieselbe Zusammensetzung. Es gibt verschiedene Versionen, die sich in Form und Größe unterscheiden.

## DieGeim historischen Kontext
Die Ge war eine der frühesten chinesischen Bronzewaffen und die dominierende Waffe der Shang-, Zhou- und Qin-Zeit. Neben ihrer praktischen Anwendung als Kriegsgerät fand sie auch als Kultgegenstand Verwendung und wurde hier insbesondere als Grabbeigabe oft in großen Stückzahlen den Bestatteten mit ins Jenseits gegeben. Hiervon zeugen sowohl textliche Quellen als auch zahllose archäologische Befunde aus den erwähnten Epochen.
Shiji, 23. Kapitel/Rolle (Buch über die Riten):
古者之兵，戈矛弓矢而已，然而敵國不待試而詘。
Die Soldaten in den alten Zeiten waren mit ge, Speeren, Bögen und Pfeilen bewaffnet und sonst nichts. Als es [noch] so war, wagten feindlich gesinnte Länder keine Versuche [einer kriegerischen Auseinandersetzung] und hielten inne.
Shangshu, 4. Kapitel/Rolle (Buch über die Zhou; Abschnitt: Die Rede von Mu):
王曰：「嗟！我友邦冢君、御事、司徒、司馬、司空，亞旅、師氏，千夫長、百夫長，及庸，蜀、羌、髳、微、盧、彭、濮人。稱爾戈，比爾干，立爾矛，予其誓。」
Der König sprach: „Oh, ihr befreundeten Fürsten der mit mir verbündeten Länder, ihr Staatsbediensteten - die Exekutoren, Militärbeauftragten, Baubeauftragten und deren Untergebene - ihr Generäle und Truppenführer der Tausendschaften und Hundertschaften und ihr Männer aus Yong, Shu, Qiang, Mao, Wei, Lu, Peng und Pu: Reckt eure ge, reiht eure Schilde auf, richtet eure Speere auf! Ich will eine Rede halten!“